# Хуан Цзиньжун
Хуа́н Цзиньжу́н (кит. упр. 黄金荣, пиньинь Huang Jinrong, 1868—1953) — китайский гангстер, руководитель «Зеленой банды» в Шанхае. Был также известен под именем «Рябой Хуан» (в молодости он переболел оспой и на его лице остались сильные отметины).

## Биография
Родился на территории, подчинённой Сучжоуской управе. Его предки были из Юйяо, что в провинции Чжэцзян. Работал «мальчиком» в магазине. В 1892 году поступил в полицию французской концессии, и к 1917 году дослужился до должности главного инспектора. Поводом для его возвышения послужил тот факт, что многие французские полицейские уехали в Европу на войну. В подчинении у Хуана Цзиньжуна находились все китайские детективы.
В 1922 году во французской полиции были проведены чистки: власти уволили 124 полицейских, обвинённых в связях с гангстерами, но Хуану удалось сохранить свою должность. К тому времени, благодаря взяткам и подпольной торговле опиумом, он стал одним из самых влиятельных людей преступного мира Шанхая. Руководство полиции закрывало на это глаза — коль скоро самые громкие уголовные дела были раскрыты и интересы иностранцев защищались должным образом.
Формально Хуан не был членом Зелёной банды вплоть до июня 1923 года. 5 мая около города Линьчэн в провинции Шаньдун китайские бандиты захватили поезд «Голубой экспресс», следовавший из Пекина в Шанхай. Среди заложников было множество богатых иностранцев, и Хуану было поручено ведение переговоров с похитителями. Для получения нужного статуса Хуан официально вступил в ряды Зелёной банды. Удачное разрешение дела «Голубого экспресса» ещё больше подняло его авторитет.
Хуан инвестировал заработанные на опиуме деньги в театры, казино, опиекурильни и рестораны. Его штаб-квартира находилась на улице Рю-Консула, где он принимал просителей и агентов.
Правой рукой Хуана был Ду Юэшэн — будущий глава Зелёной банды.
Летом 1924 года Хуан поссорился с сыном губернатора Шанхая Лу Юйсяном, после чего власти арестовали его, и выпустили только спустя несколько месяцев за большой выкуп. Посредником в переговорах с Лу Юйсяном был Ду Юэшэн. Благодаря этому инциденту Хуан «потерял лицо», и Ду стал первым человеком в Зелёной банде.
В 1925 году Хуан ушёл в отставку, чтобы «заняться благотворительностью» (сбор одежды для заключённых и т. п.), но он продолжал активно заниматься делами Зелёной банды.
В 1937 году, когда началась японская интервенция, Хуан поддерживал Чан Кайши. После вступления японцев в Шанхай он остался в городе. Он также отказался уехать вслед за остальными высокопоставленными членами Зелёной банды после захвата власти коммунистами в 1949 году. 20 мая 1951 года Хуан опубликовал в газете Wen Hui Bao (文汇报) «признания», в которых заявил, что готов «честно покаяться перед народом».
Умер Хуан в 1953 году в Шанхае, после болезни.

## Семья
Жена — мисс Квэй (miss Kwei), бывшая содержательница борделя в Сучжоу. Она была верной советчицей мужу во всех делах. Именно мисс Квэй привела к Хуану Ду Юэшэна, когда тот был еще совсем молодым. У мисс Квэй в Шанхае был свой прибыльный бизнес: ей принадлежала ассенизаторская компания. В большинстве домов Шанхая в то время не было канализации и мисс Квэй продавала содержимое ночных горшков крестьянам, которые использовали его на удобрения.

## Образ в культуре
- роман Эльвиры Барякиной «Белый Шанхай», издательство «Рипол-Классик», 2010 г., ISBN 978-5-386-02069-9
- роман Тома Брэдби «Повелитель дождя» (The Master of Rain), издательство Anchor, 2003 г., ISBN 0375713336, ISBN 978-0375713330